# 久米村 (熊本県)
久米村（くめむら）は、熊本県球磨郡にあった村。

## 歴史
- 1889年4月1日 - 町村制施行により、久米村、奥野村が合併し久米村が発足。
- 1895年2月1日 - 槻木村と合併して久米村となる。
- 1955年4月1日 - 多良木町、黒肥地村と合併して多良木町となり、閉村。